# اشمالکالدن
شهر اشمالکالدن (به آلمانی: Schmalkalden) در ایالت تورینگن در کشور آلمان واقع شده‌است.